# Bildbetrachtung
Unter Bildbetrachtung (Bildanalyse, Bildinterpretation im weiteren Sinn, Werkbetrachtung) versteht man eine systematische Untersuchung eines Bildes (Gemälde, Fotografie, Film, Werbung, Plastik, Architektur). Aus der kunsthistorischen Forschung abgeleitet gibt es verschiedene, etablierte Analysemethoden: biographisch-psychologisch, formal analytisch, hermeneutisch, semiotisch, ikonografisch-ikonologisch, rezeptionsästhetisch, sozial historisch oder werkimmanent.

## Struktur der Bildbetrachtung
Die Methoden der Bildbetrachtung sind meist ähnlich strukturiert. Zunächst kann ein erster, spontaner, subjektiver Eindruck vorangestellt sein. Dann folgen drei Hauptteile: (1.) Beschreibung (Einleitung), (2.) Analyse (Hauptteil) und (3.) Interpretation (im engeren Sinn) (Schluss). Je nachdem, in welchem Zusammenhang die Bildbetrachtung erfolgt – zum Beispiel in Kunstgeschichte, Künstlermonographien, Museen oder Schule – lassen sich aus der komplexen Menge der Aspekte einzelne Schwerpunkte auswählen oder die Reihenfolge ändern.

## Erster Eindruck
In einem ersten Schritt der Bildanalyse ist es notwendig, das Bild ausgiebig und intensiv zu betrachten bzw. auf sich wirken zu lassen. Es geht um intuitive, subjektive Verstehensversuche ohne vorgegebenes analytisches Raster. Man stellt zum Beispiel fest, welche Fakten bei der Betrachtung auffallen und welche Aspekte hervorstechen. Zu bedenken ist dabei, dass man auch die unscheinbareren Begebenheiten notiert bzw. dokumentiert.

## Beschreibung
In der Regel werden zunächst die allgemeinen Bilddaten genannt: Künstler (evtl. mit Lebensdaten), Bildtitel, Entstehungszeit, Technik (z. B. Zeichnung, Radierung, Gemälde, Fotografie), Bildmaße und Aufbewahrungsort. Dann werden Format (z. B. Hochformat, Quadrat, liegendes Oval) und Bildgattung bzw. Sujet (z. B. abstraktes Bild, Landschaft, Stillleben) benannt.

Zeichnung: Linienzeichnung mit Schraffuren und Schattierung („Schummerung“).
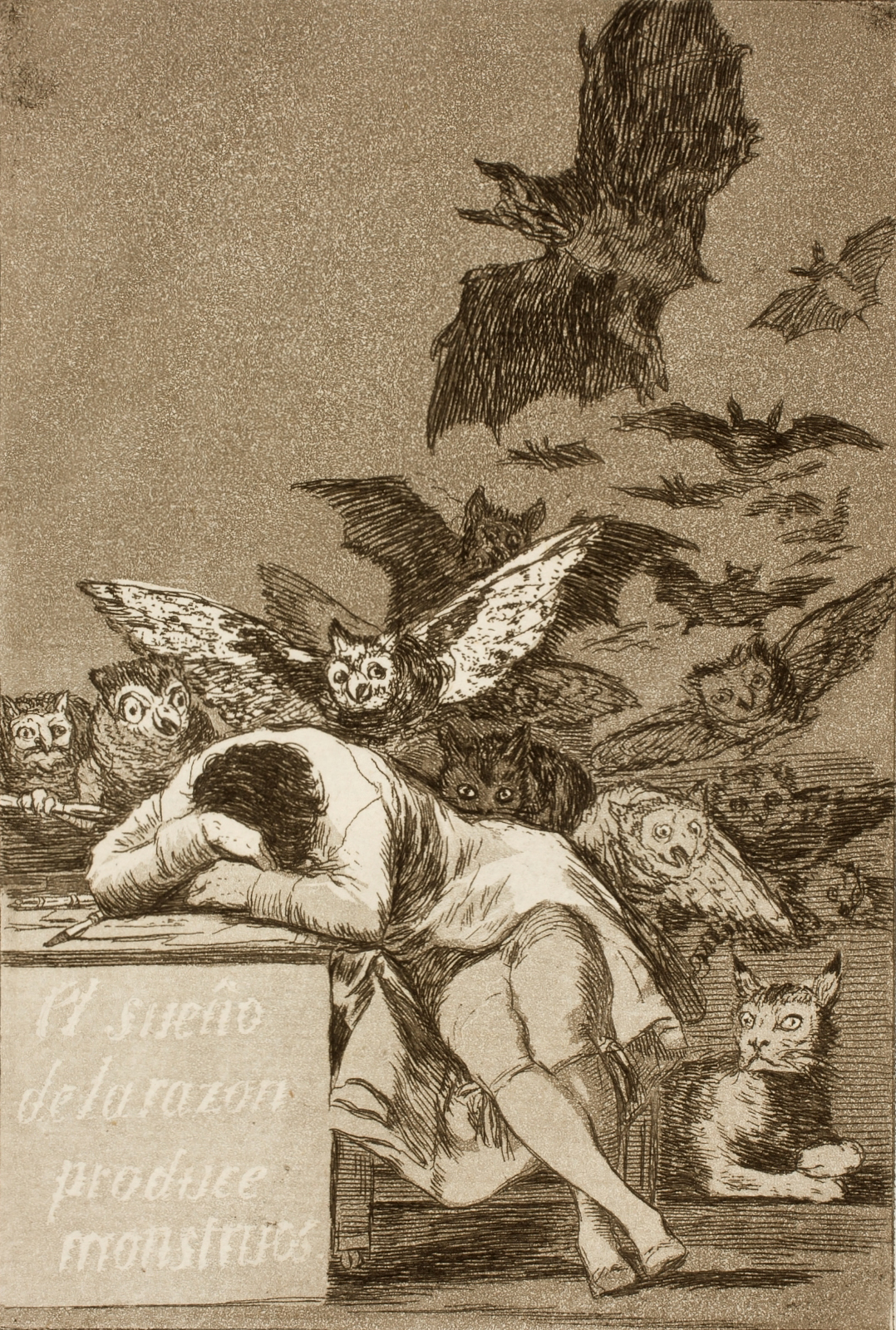
Radierung: Francisco de Goya: Capricho Nr. 43: El sueño de la razón produce monstruos
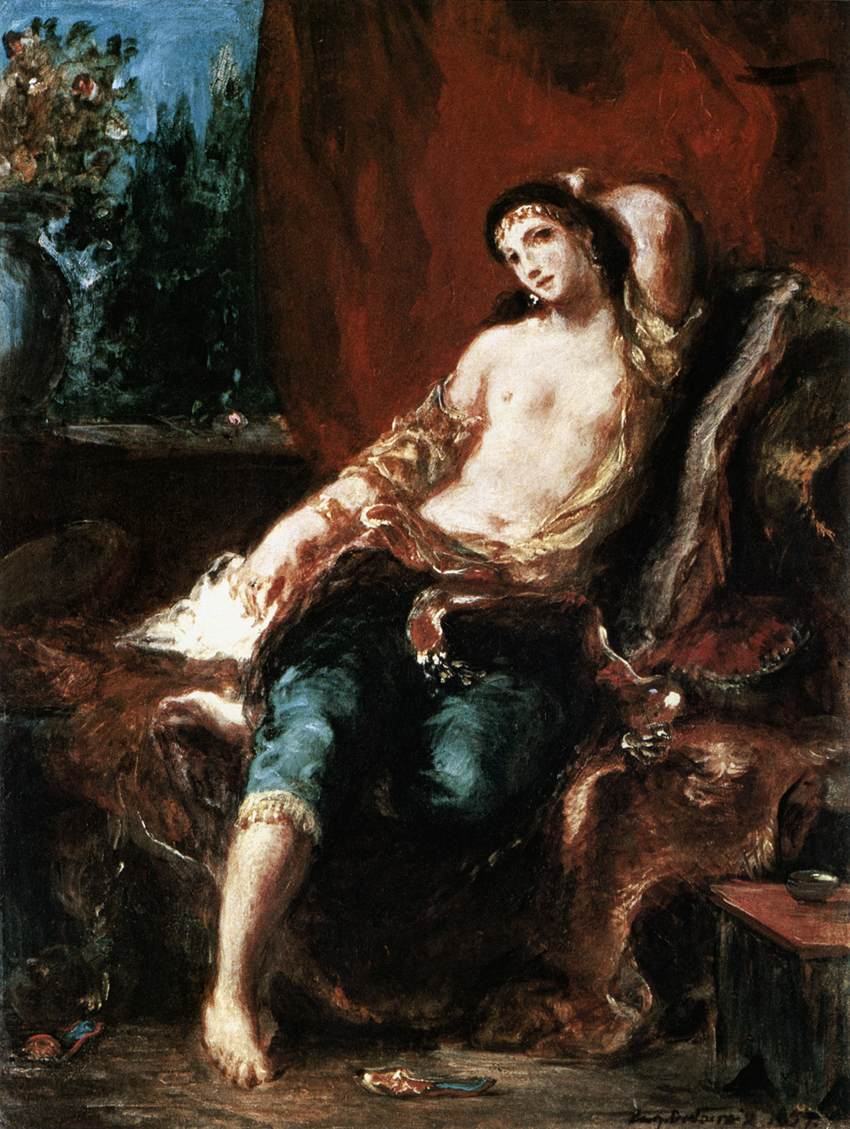
Gemälde (Öl auf Holz): Eugène Delacroix: Odalisque
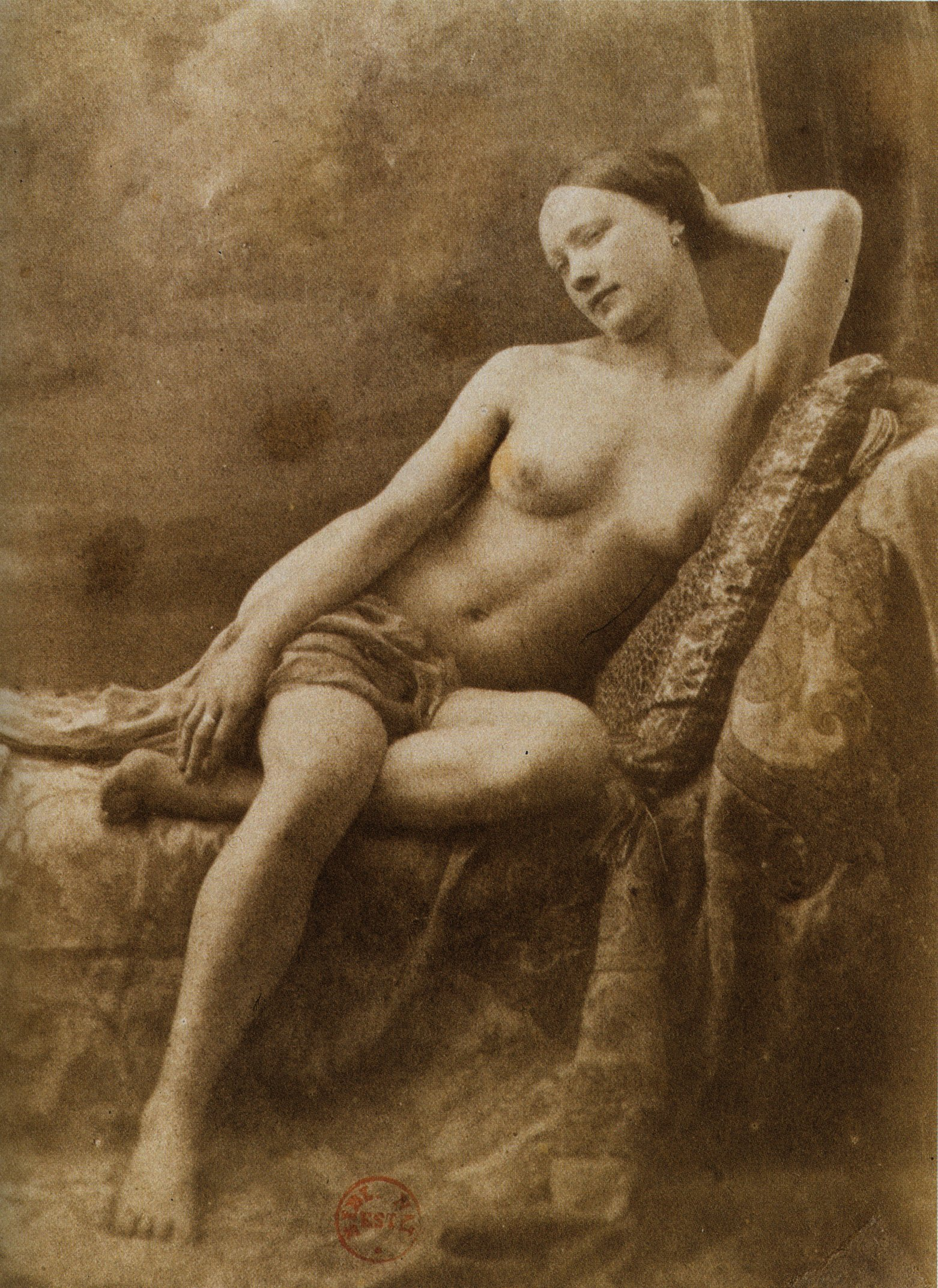
Fotografie: Eugène Durieu: Sitzender weiblicher Akt. Entwurfsvorlage für das Gemälde Odalisque von Eugène Delacroix.

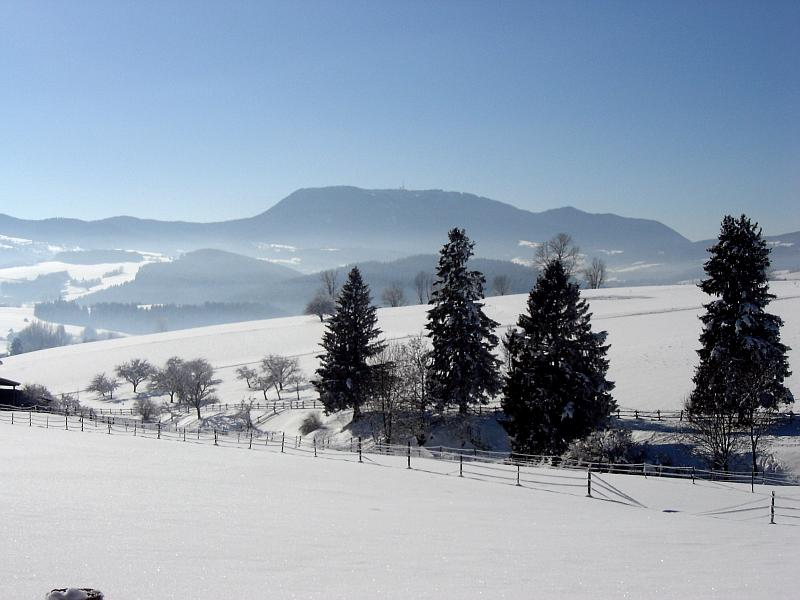
Fotografie einer verschneiten Berglandschaft.
Im Vordergrund Schneefläche und Zäune, im Mittelgrund Nadelbäume und Hügel, im Hintergrund bewaldete Berge und blauer Himmel.

Als nächster Schritt folgt eine möglichst detailgenaue Beschreibung des Werkes, eine Beschreibung des gegenständlichen und formalen Bestandes. Dies sollte in geordneter und bild-immanenter Reihenfolge geschehen, etwa in der Reihenfolge vom Vordergrund über den Mittelgrund (= Motivebene) zum Hintergrund oder ausgehend von den zentralen Bildobjekten nach außen oder einfach von links nach rechts. Wichtig ist meist die Beschreibung der Personen: Geschlecht, Aussehen, Alter, Statur, Haltung, Mimik, Gestik, Blickbeziehungen oder Kleidung. Daneben sind die Beschreibung des Orts der Handlung, die Beschaffenheit der Landschaft oder der Architektur wesentlich. Außerdem können ermittelt werden Zugänge zum Bild, Wege durch das Bild oder Blickführungen (Blickbewegungsregistrierung).

## Analyse
Hier lassen sich zum einen Zusatzinformationen einholen und zum anderen die bildnerischen Mittel untersuchen. Dabei geht es nicht nur darum, diese zu benennen, sondern auch ihre Wirkung und Symbolik zu untersuchen. Eine aufsteigende Linie wirkt zum Beispiel meist hoffnungsvoll und optimistisch und ein auffallendes Rot kann Energie, Liebe oder Kampf symbolisieren.

### Bildnerische Mittel
- Punkt: Hier lassen sich die Positionen von Bildgegenständen ermitteln wie z. B. oben, unten, zentral im Loser’s Point oder an den Rand gedrückt. Bei mehreren ähnlichen Objekten oder Personen gibt es Flächenordnungsprinzipien wie Reihung, Rhythmus, Streuung, Ballung oder Raster.
- Linie: Obgleich in einem Bild die möglichen Bewegungen eingefroren sind, wandern die Augen nach einem bestimmten Bewegungsmuster „in ihm umher“.[3] Sogenannte Bildhauptlinien können die Bewegungsmuster lenken: Man kann vier Linienausrichtungen bestimmen: aufsteigend, abfallend, horizontal und vertikal, daneben auch Wellenlinien oder Zickzacklinien. Ebenso können Blickrichtungen von dargestellten Personen den Betrachterblick lenken.
- Form: Manchmal finden sich vorherrschende geometrische Grundformen im Bild wie Dreiecke, Kreise oder Vierecke. Die Kontur einer Form kann scharf begrenzt, unscharf oder durch eine Umrisslinie begrenzt sein (Cloisonismus). Daneben lässt sich die Darstellungsweise (der Abstraktionsgrad) untersuchen. Diese kann zum Beispiel abstrakt, verfremdet oder wirklichkeitsgetreu sein.
- Raum/Perspektive: Der Raum in einem Bild kann völlig flach sein, räumlich naturalistisch, disharmonisch, verdreht oder verzerrt. Meist spielt die Räumlichkeit als visuelle Simulation von Raum in einer zweidimensionalen Abbildung eine Rolle. Einfache Mittel sind Größenunterschiede, Höhenunterschiede oder Überschneidungen. Daneben kann die Körper- und Raumdarstellung auf der Bildfläche mathematisch exakt durch die darstellende Geometrie konstruiert sein, durch die Parallel- oder Zentralperspektive. Außerdem kann der Betrachter die Bildgegenstände von oben sehen (Vogelperspektive), in Augenhöhe (Normalperspektive) oder von unten (Froschperspektive).

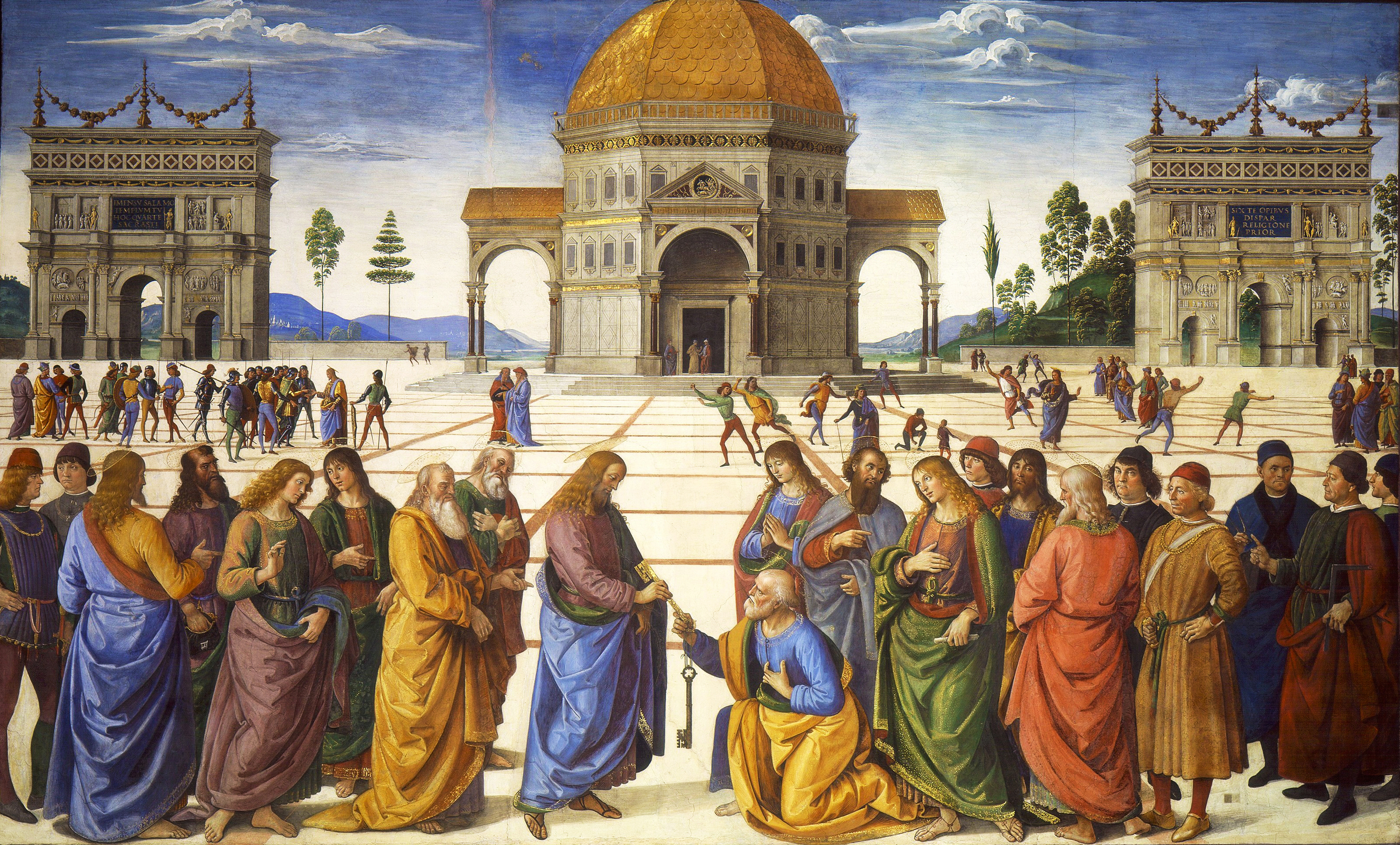
Zentralperspektive: Pietro Perugino: Christus übergibt Petrus die Schlüssel.
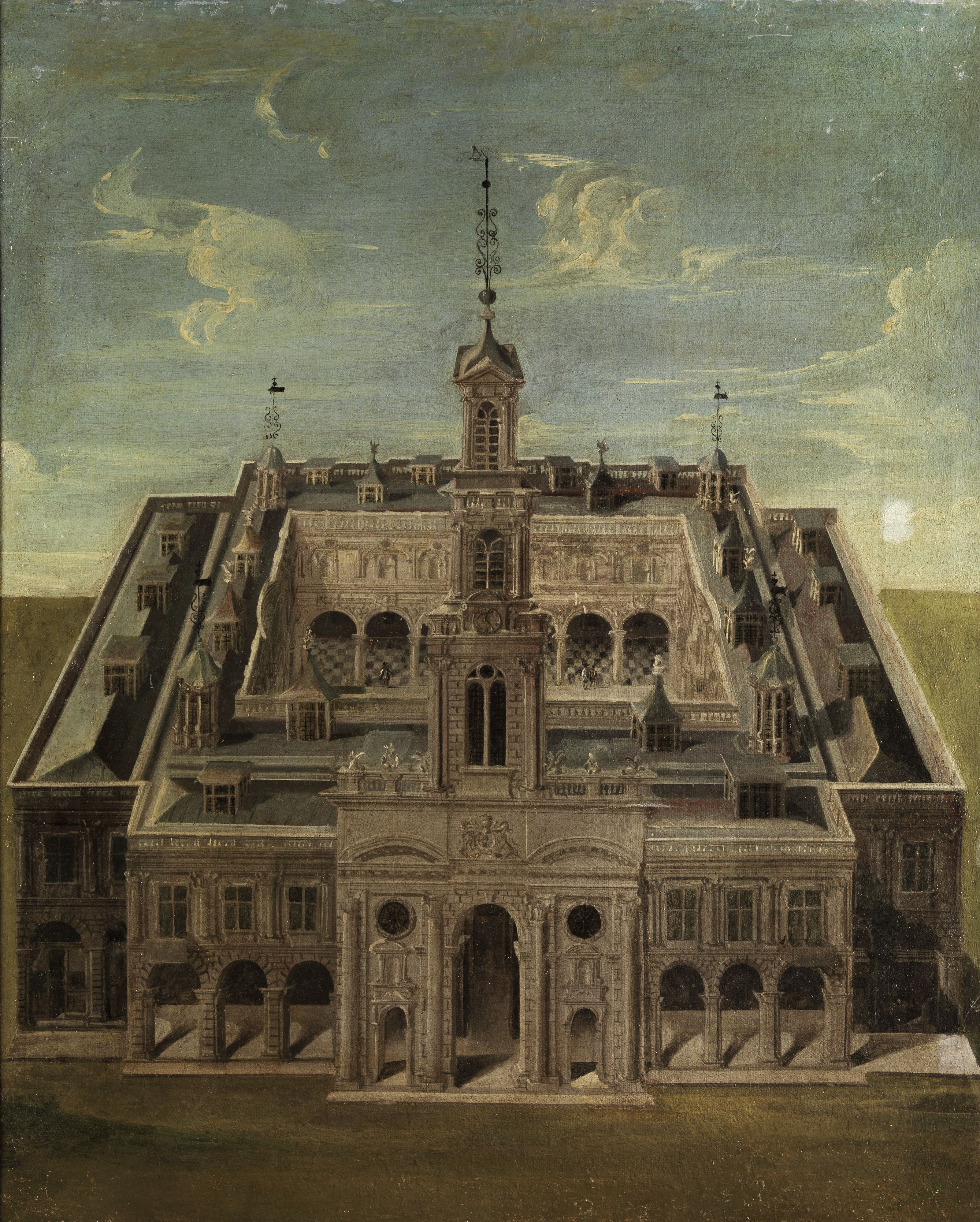
Vogelperspektive: Anonymus (Architekturmaler des 17. Jahrhunderts): Schloss.
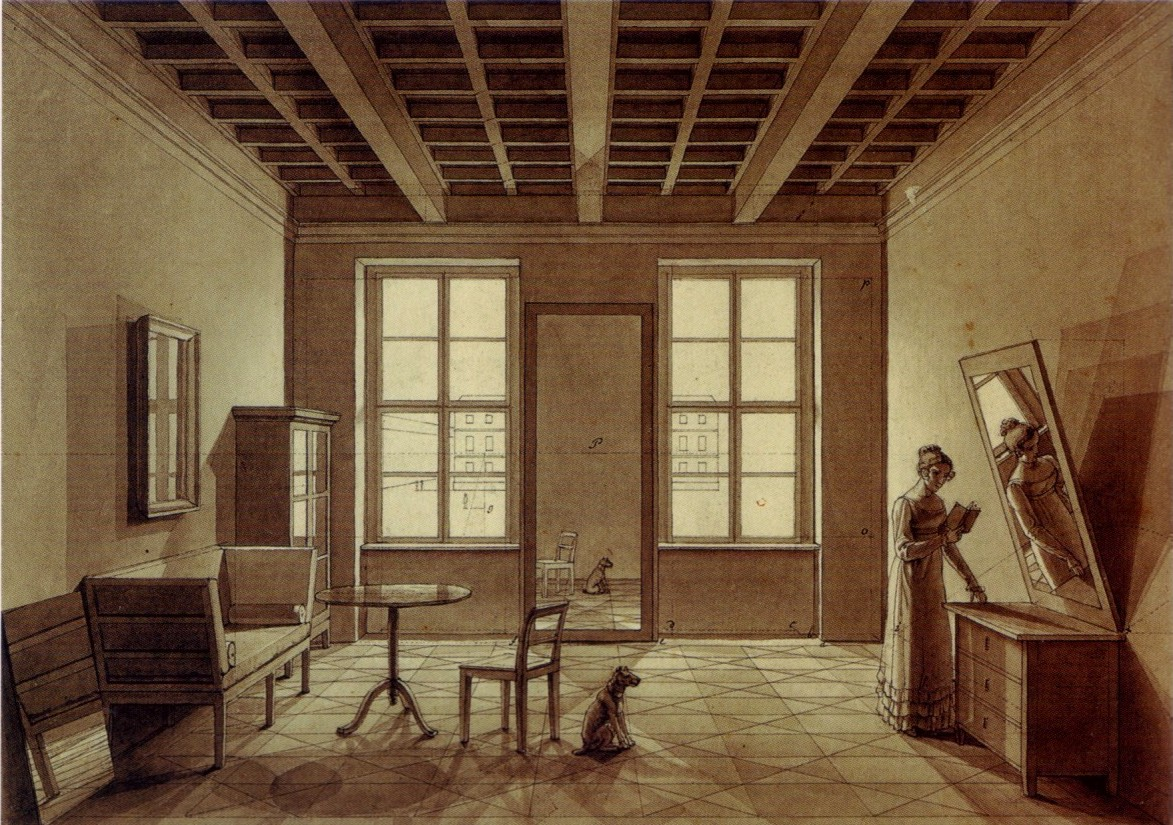
Frontalperspektive: Johann Erdmann Hummel: Zimmer.
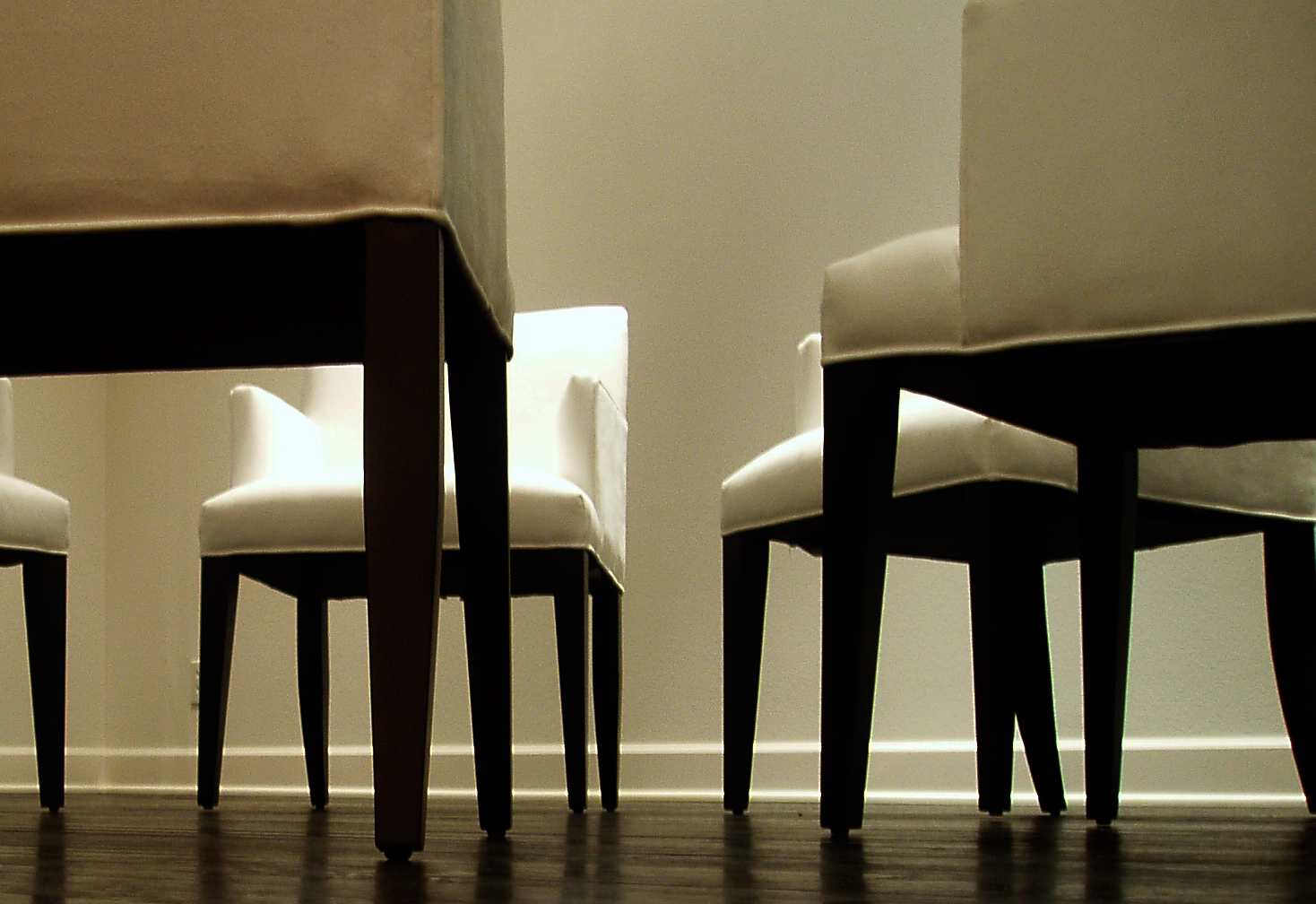
Froschperspektive: Stühle. Fotografie.

- Beleuchtung: Welche Lichtquellen (natürliche Sonne, Mond oder künstlicher Fackelschein, Lampen, Kerzen) sind auszumachen oder vorhanden? Wie ist die Licht- und Schattenwirkung (Plastizität) oder welche Bildelemente sind ins Licht bzw. in den Schatten gesetzt?

- Farbe: Zunächst lassen sich das Gesamtkolorit, Farbschwerpunkte oder einzelne, vorherrschende Farben analysieren. Wie zeigen sich Helligkeit und Farbintensität? Dann lassen sich die Farbbeziehungen untersuchen. Es kann eine Monochromie vorherrschen oder es wird ein Farbspektrum aus Blautönen, Rottönen oder Grüntönen bevorzugt (Farbenähnlichkeit/Farbfamilie). Wichtig sind häufig auch Farbkontraste.

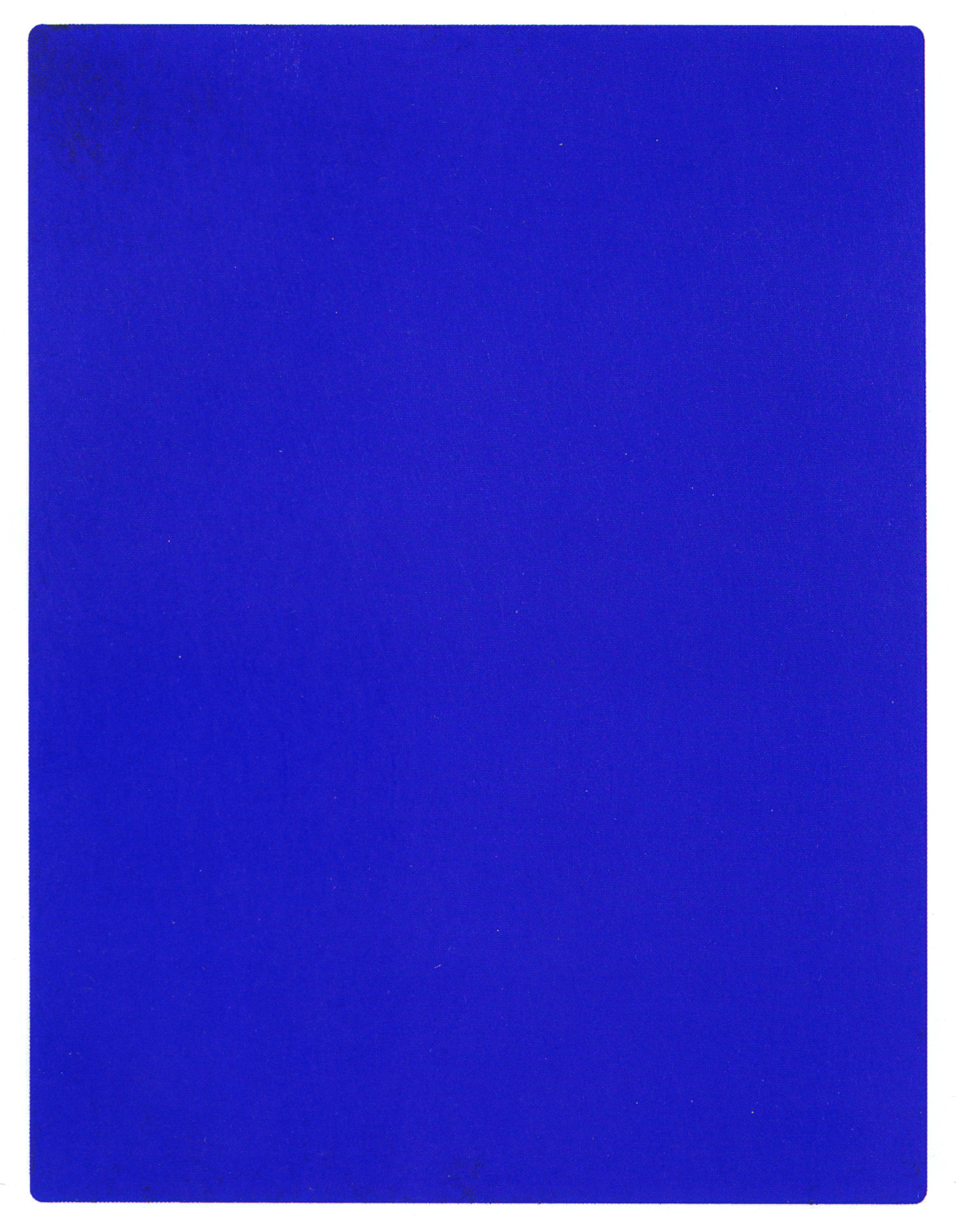
Monochromie im engeren Sinn (Einfarbigkeit): Yves Klein: IKB 191.
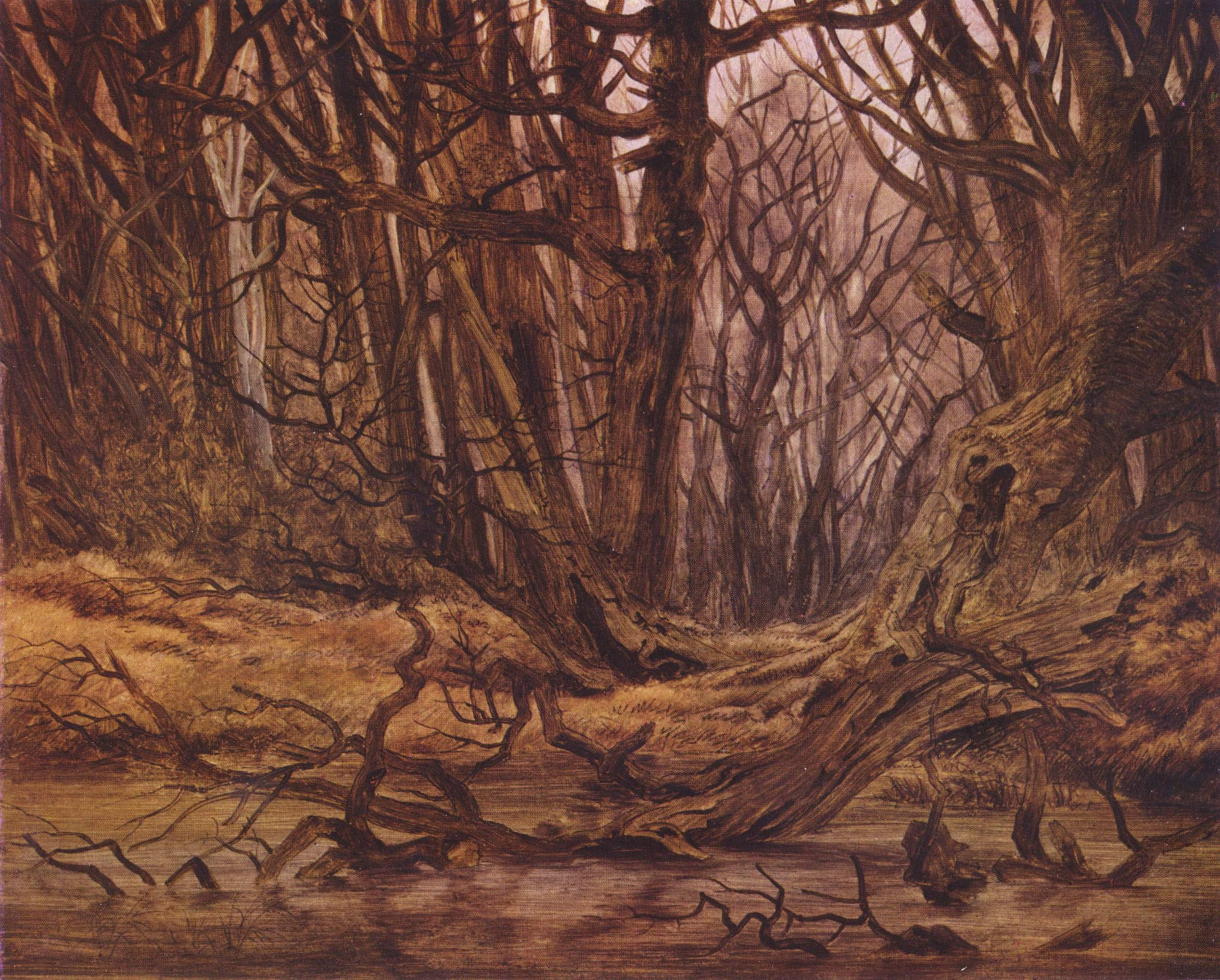
Monochromie in Brauntönen: Caspar David Friedrich: Wald im Spätherbst.
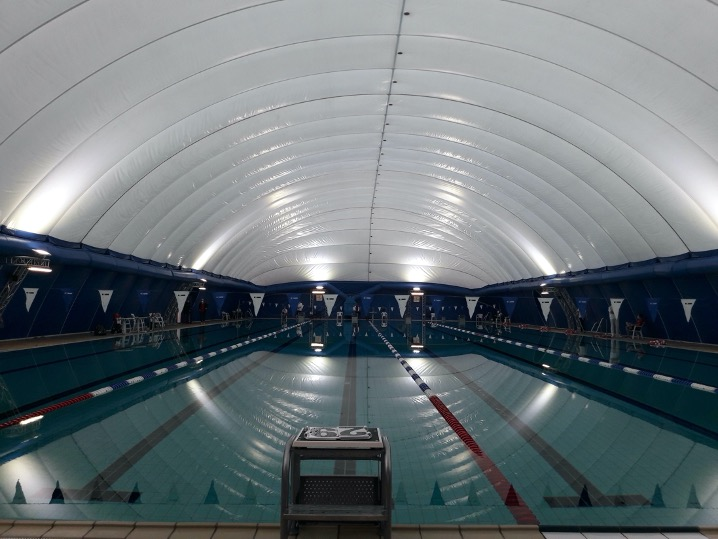
Hell-Dunkel-Kontrast: Tragluftschwimmhalle. Fotografie.
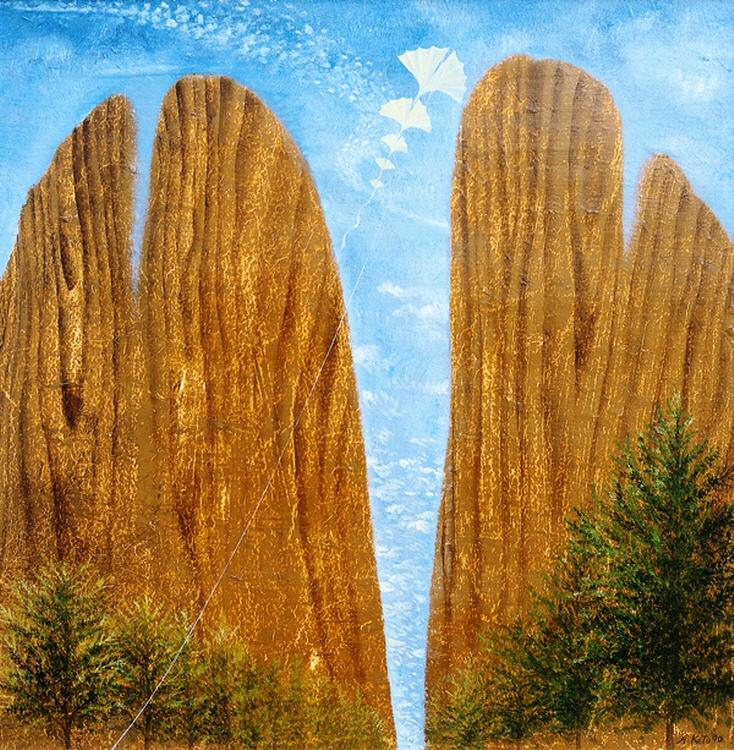
Kalt-Warm-Kontrast: Atsuko Kato: Drachenflug am Ginkgoberg.

- Farbauftrag: Der Farbauftrag oder die Malweise kann pastos, deckend, lasierend/aquarellierend, glatt/flächig, richtungsbetont, alla prima oder eine altmeisterliche Lasur- und Schichtenmalerei sein. Die Maltechnik (die Bildmittel bzw. womit gemalt wird) kann Zeichenkohle, Ölfarbe, Acrylfarbe, Rötel oder Tempera sein. Der Bildträger kann eine Felswand, Leinwand, Pappe, Papier, Glas oder Porzellan sein.

- Komposition: Die Komposition, der Bildaufbau bezeichnet das kunstvolle, mehr oder weniger bewusste Arrangement der bildnerischen Mittel auf der Bildfläche. Wichtige Kompositionsarten sind zum Beispiel Diagonalkomposition, Dreieckskomposition, der goldene Schnitt, Symmetrie, tektonische Komposition (bestimmt durch senkrechte und waagerechte Linien, ruhig und statisch wirkend) oder atektonische Komposition (bewegt und zufällig wirkend).[4]

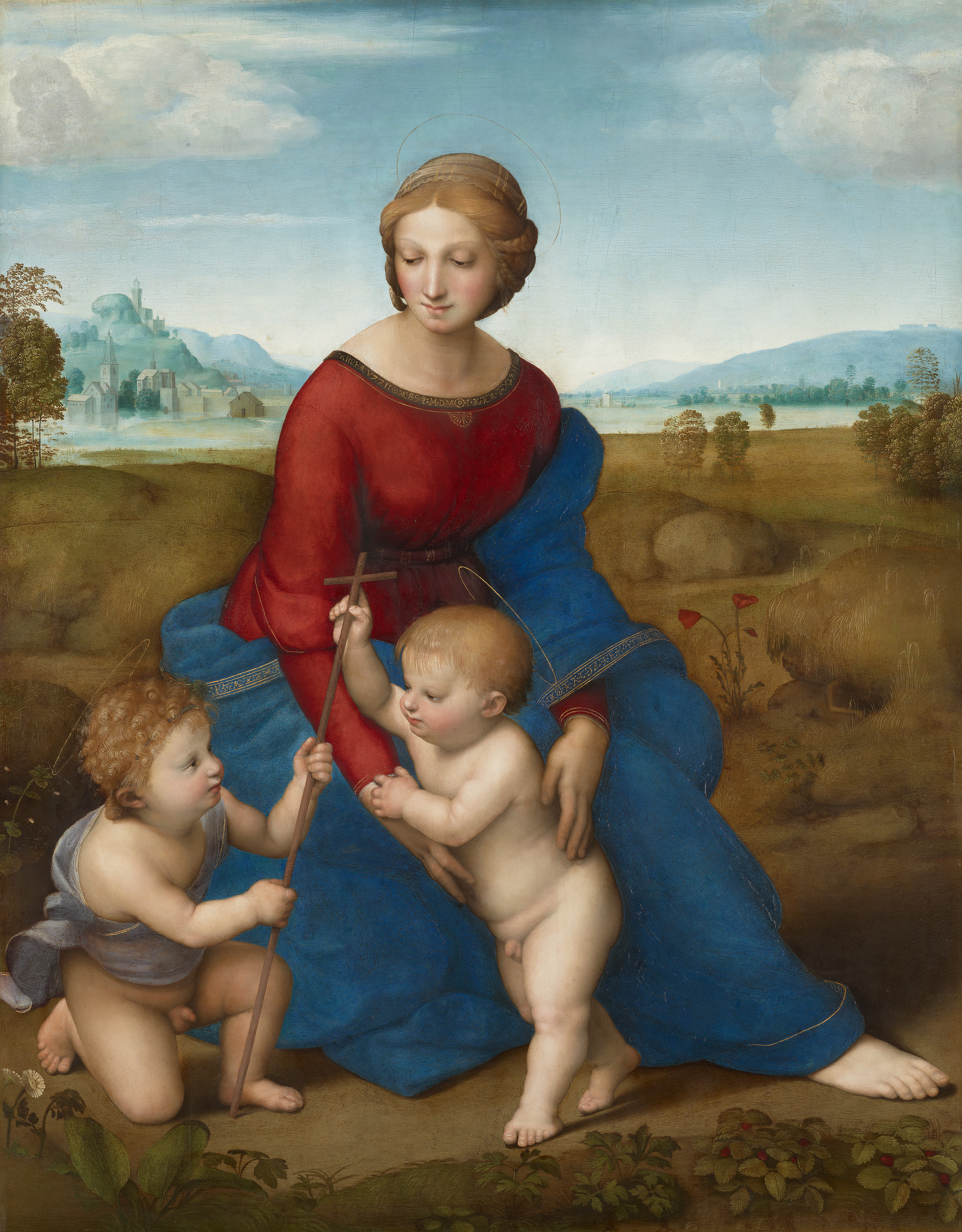
Dreieckskomposition: Raffael: Madonna im Grünen.
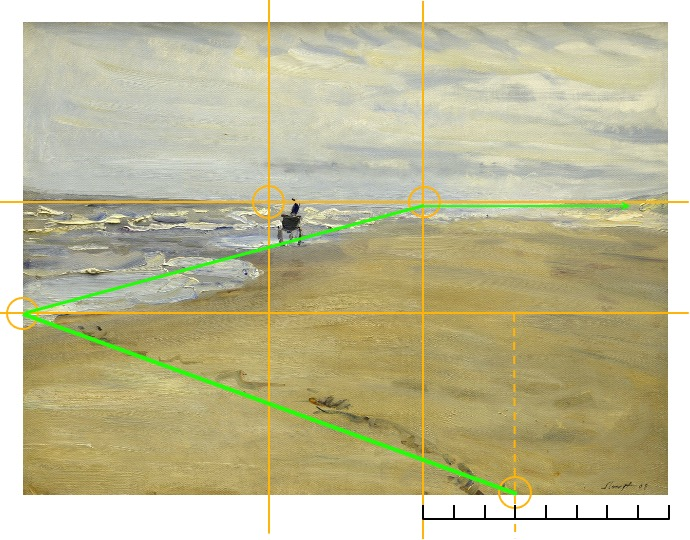
Goldener Schnitt: Max Slevogt: Strandbild mit Muschelfischer – mit Linien des goldenen Schnitts (gelb).
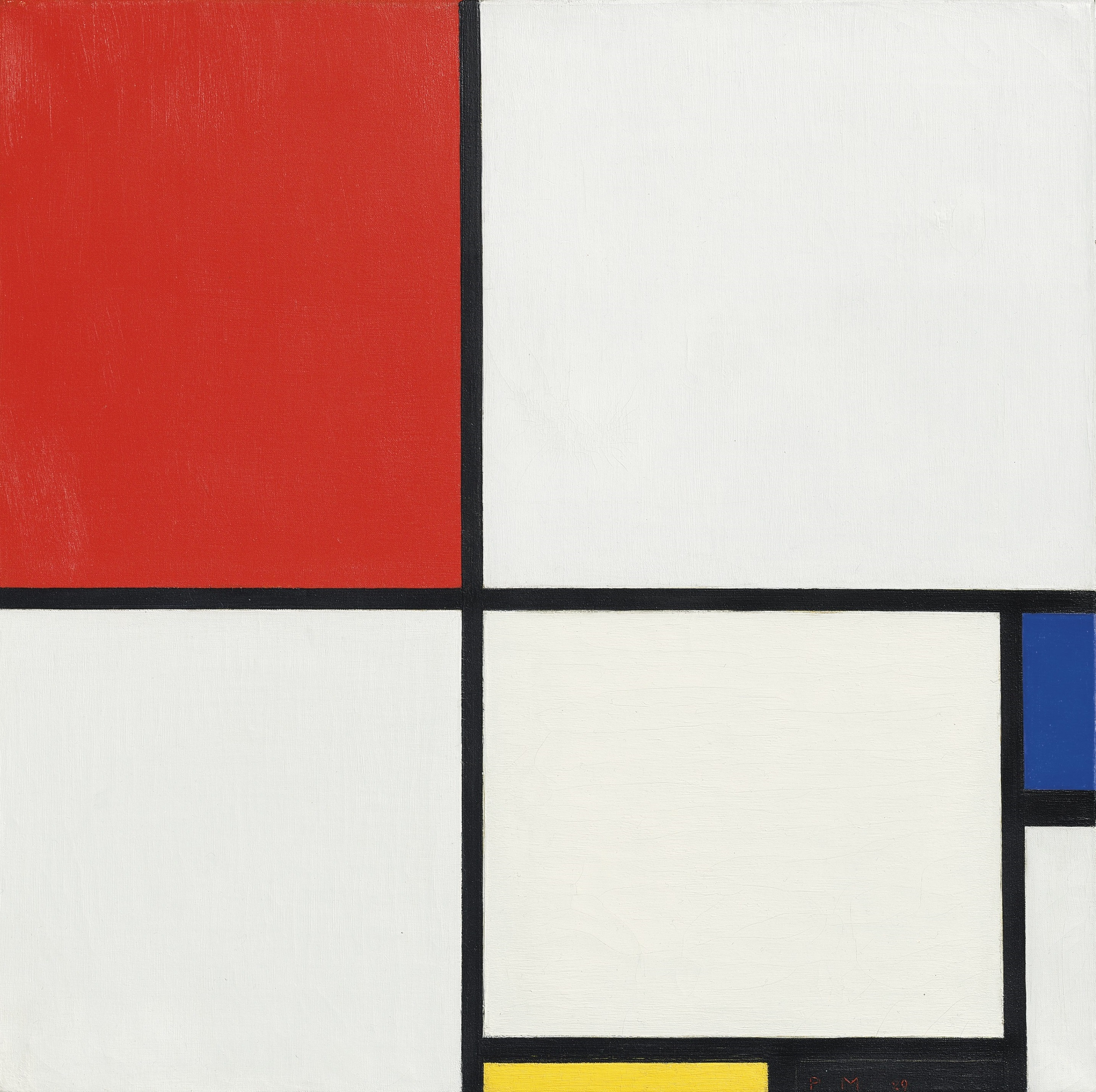
Tektonische Komposition: Piet Mondrian: Komposition Nr. 3, mit Rot, Blau. Gelb und Schwarz.
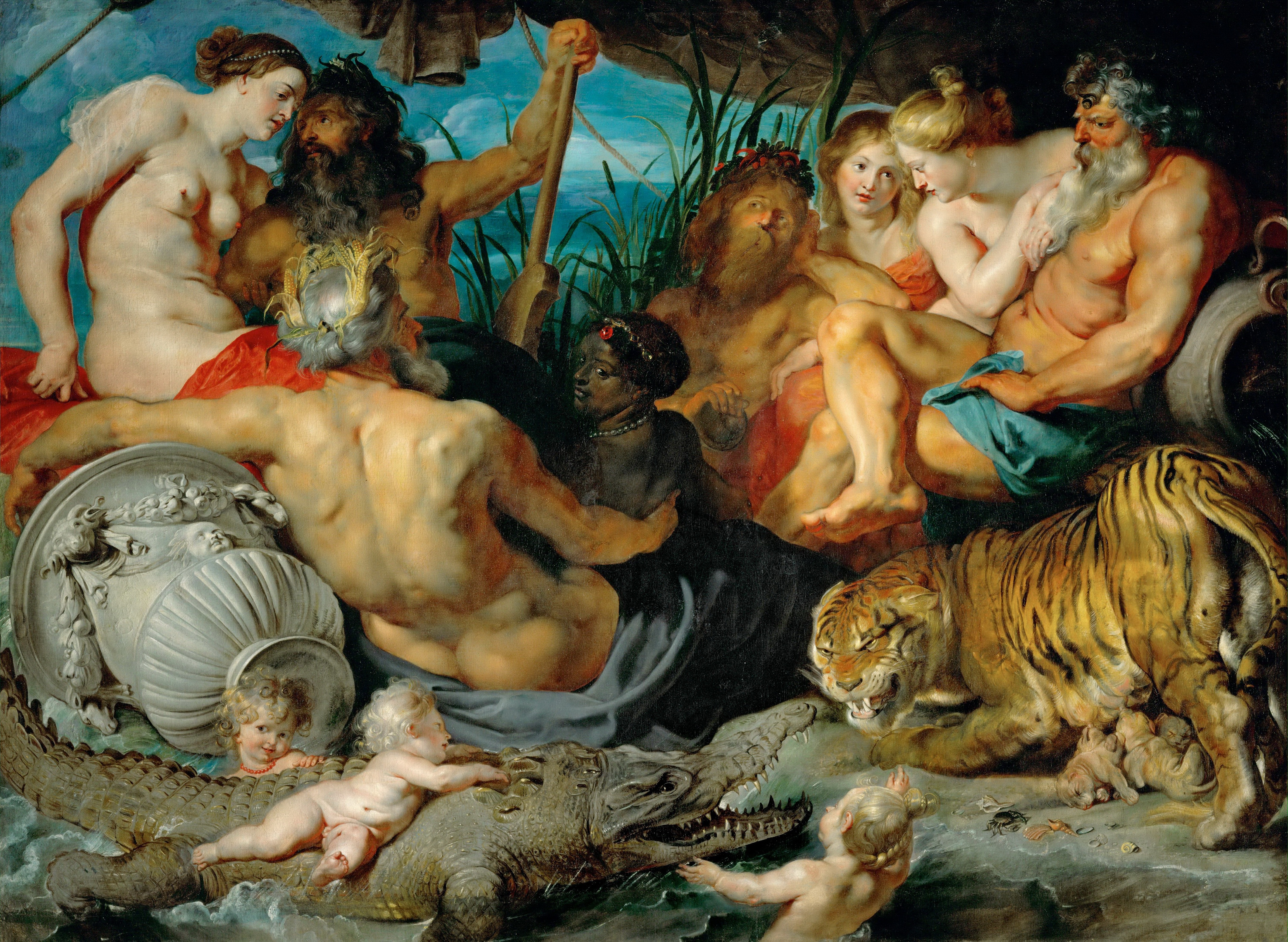
Atektonische Komposition: Peter Paul Rubens: Die vier Kontinente.

### Zusatzinformationen (Kontextwissen)
Zusatzinformationen können schriftliche Äußerungen der Künstler selbst sein, Künstlerbiografien oder Informationen zur Provenienz des Kunstwerks, zu Stilrichtung, historischem Hintergrund oder der Betrachtersituation. Mit ihrer Hilfe kann die Plausibilität der Interpretation geprüft und begründet werden oder es können Hinweise für weitere Lesarten gewonnen werden. Sinnvoll ist auch eine vergleichende Diskussion von Lesarten auf der Basis mehrere Analysen, die von verschiedenen Personen durchgeführt wurden.

## Interpretation
Aus der Zusammenfassung von Beschreibung und Analyse resultiert eine verstehende Auslegung, eine Aussage, Deutung bzw. Interpretation des Kunstwerkes. Ein Kunstwerk kann unter anderem der Aufklärung dienen, der Erkenntnis, dem Genuss, der Information, der Repräsentanz, aber auch der Manipulation. Insgesamt muss man die Mehrdeutigkeit (Polyfunktionalität) von Kunstwerken in Kauf nehmen. Es kann keine einzig richtige Interpretation geben. Es gibt nur besser oder schlechter begründbare.